# Bagnet M6

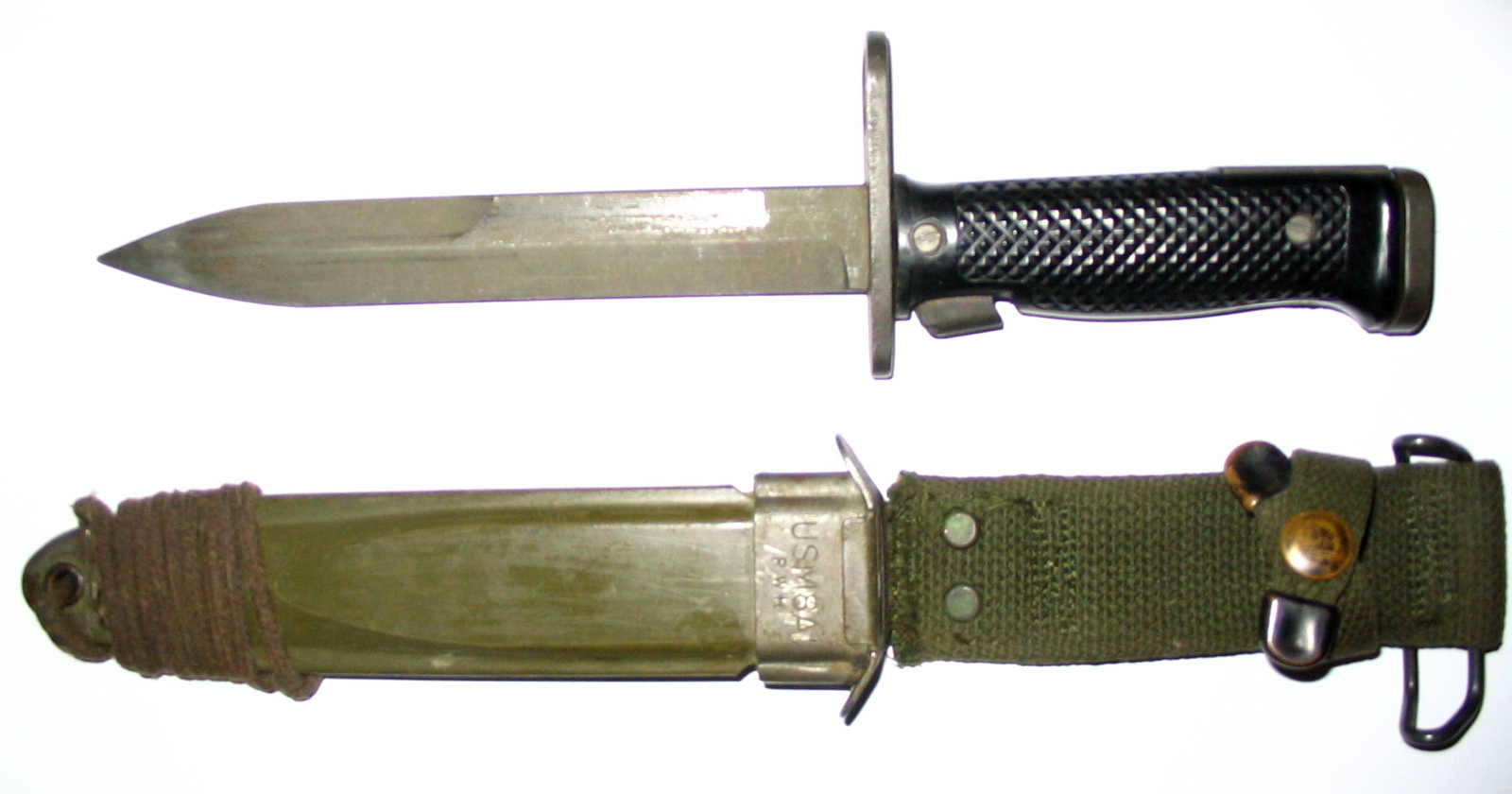
Bagnet M6 z pochwą M8A1

Bagnet M6 – broń biała używana przez Armię Stanów Zjednoczonych jako akcesorium dla karabinu M14. Produkcja bagnetu rozpoczęła się tego samego roku, co karabinu dla którego miał być docelowo produkowany – w 1957. Był to model produkowany tylko dla karabinu M14, więc jako jedyny pasował do tej broni. Istniała także cywilna wersja tego karabinu do której mógł zostać zainstalowany bagnet M6, oznaczona jako M1A.
Podobnie jak jego poprzednik, bagnet M5 (dla karabinu M1 Garand) – tak i M6 miał służyć zarówno jako nóż bojowy jak i nóż użytkowy żołnierzy armii USA. Podstawowe ostrze (analogicznie jak w przypadku bagnetów M4, M5 oraz później M7) wzorowane było na głowni używanego podczas II wojny światowej noża bojowego M3. Całkowita długość bagnetu M6 wynosiła ok. 29 cm, natomiast długość głowni ok. 17 cm. Produkcją zajęły się firmy Aerial Cutlery Co., Columbus Milpar and Mfg. Co. oraz Imperial Knife Co..
Bagnet M6 został zastąpiony przez bagnet M7, po zakończeniu konfliktu w Wietnamie, kiedy to karabin M16 został zaadaptowany jako podstawowa broń piechoty przez Armię Stanów Zjednoczonych oraz jednostki Marine Corps. Najbardziej zauważalnymi różnicami między tymi dwoma modelami były: różne średnice otworów w jelcu do nasadzenia na lufę, kształt rękojeści oraz mechanizm mocujący. W bagnecie M6 wykorzystano zatrzask kołyskowy (z wciskiem znajdującym się pod jelcem), natomiast w M7 zatrzask składający się z dwóch blaszek znajdujących się z dwóch stron głowicy – na jej bokach. Poza tymi szczegółami oba modele nie różniły się znacznie – miały tę samą długość, taką samą rękojeść wykonaną z tworzywa sztucznego oraz w obu przypadkach do ich przechowywania używano pochwy M8A1.
Obecnie bagnet M6 wykorzystywany jest głównie podczas uroczystości wojskowych, zwłaszcza przez korpusy reprezentacyjne US Navy oraz Marine Corps, gdzie obie formacje nadal korzystają z karabinu M14 podczas defilad.